# Kajetan Abgarowicz

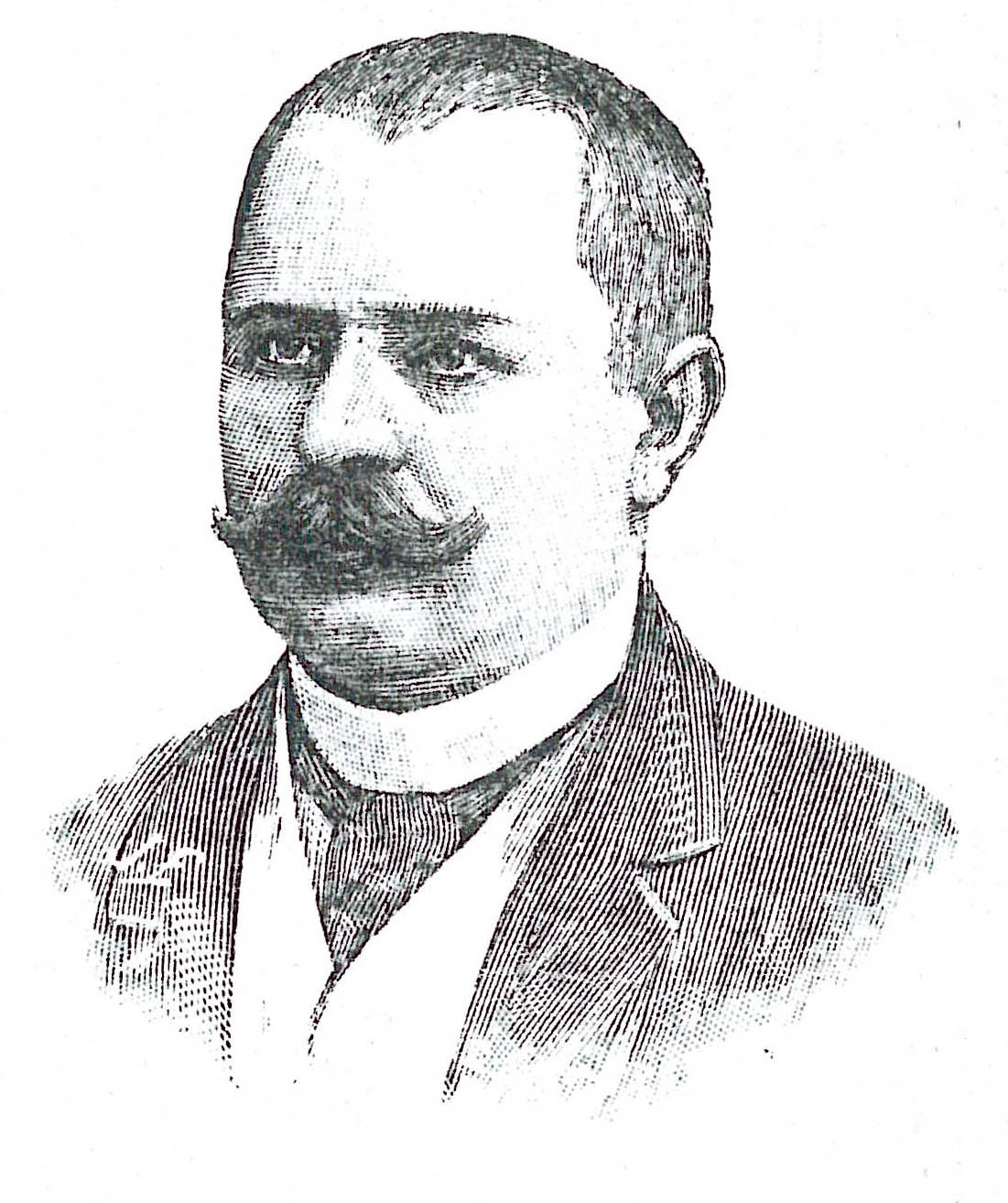
Gezeichnetes Porträt von 1909 aus der Zeitschrift „Tygodnik Illustrowany“ Nr. 32

Kajetan Abgarowicz, mit Pseudonym Abgar Sołtan (* 7. August 1856 in Czerniów; † 27. Juli 1909 in Truskawiec) war ein polnischer Schriftsteller und Publizist, der in seinen Erzählungen das Leben der Szlachta sowie der Russinen behandelte.

## Leben
Kajetan Abgarowicz kam als Sohn von Franciszek und Salomea z Przysieckich in einer Gutsbesitzerfamilie von armenischer Herkunft zur Welt. Seine Schulbildung absolvierte er zunächst in Stanisławów und dann in Lemberg. Im Jahre 1875 unterbrach er sein Studium in Lemberg und wurde Pächter des Gutes Oleksiniec. 1889 trat er es an den Ehemann seiner Schwester ab. 1892 erschienen seine zweibändige Erzählungen Klub nietoperzy sowie Z carskiej imperii. Am 28. April 1896 heiratete er Zofia Łukasiewiczówna und pachtete das Gut Dubienko, wo er bis 1908 lebte. Im Jahre 1901 war er Mitbegründer und Redakteur der Lemberger Zeitung Przedświt, wo er den Literaturteil bearbeitete. Er schrieb auch für andere Zeitungen wie Kraj, Słowo Polskie, Czas, Nowa Reforma, Tygodnik Illustrowany und Gazeta Lwowska. Er verfasste zudem wirtschaftliche Artikel für die Zeitung Rolnik.

## Werke
- Józef Jerzy Hordyński-Fed’kowicz, poeta rusiński na Bukowinie. Szkic literacki, 1892 (Erstveröffentlichung in „Przegląd Polski“ 1891)
- Klub nietoperzy. Powieść, Lemberg 1892
- Z carskiej imperii. Szkice, Krakau 1892
- Rusini. Szkice i obrazki, Krakau 1892
- Nie ma metryki! Obrazek z życia ludu podolskiego, Lemberg 1894
- Polubowna ugoda. Powieść, Lemberg 1894
- Zawiedziona nadzieja. Powieść współczesna, Warschau 1894
- Dobra nauczka. Nowela – Ilko Szwabiuk. Obrazek z życia ludu huculskiego w Galicji, Lemberg 1896
- Z wiejskiego dworu. Nowele, Krakau 1895
- Panna Siekierczanka. Szkic, Lemberg 1897
- Nea. Powieść współczesna, Krakau 1901 (Erstveröffentlichung in „Gazeta Lwowska“ 1897 Nr. 28–299, 1888 Nr. 1–48)
- Rywale. Powieść, Krakau 1904 (Erstveröffentlichung in „Przedświt“ 1901 Nr. 35–83)
- Widzenie i odczute. Szkice i opowiadania, Krakau 1904